# Arch/Matheos
Arch/Matheos est un groupe de metal progressif américain, originaire de Los Angeles, en Californie. Il se compose actuellement de Jim Matheos à la guitare, John Arch au chant, Frank Aresti et Joey Vera aux guitares, et de Bobby Jarzombek à la batterie. Leur premier album studio, Sympathetic Resonance, commercialisé le 12 janvier 2011, est un succès aussi bien chez les critiques que dans les classements musicaux.

## Biographie
En 2010, Jim Matheos (membre des groupes Fates Warning et OSI) et John Arch (ancien chanteur de Fates Warning) collaborent pour former un groupe de metal, Arch/Matheos.
Le groupe — accompagné du bassiste Joey Vera, du batteur Bobby Jarzombek, et du guitariste Frank Aresti — font paraître le 12 janvier 2011 leur premier album studio Sympathetic Resonance et continuent leurs enregistrements courant mars 2010 avec Jim Matheos à la production. L'album débute à la 13e place des classements musicaux Billboard avec 1 800 exemplaires vendus aux États-Unis dès sa première semaine de parution. Il atteint également les classements internationaux, dont la 27e place dans les classements allemands, 67e en Autriche, et 78e en Suisse,. Matheos commente concernant l'album : « Je crois que John et moi avons bien travaillé ensemble. Il y a beaucoup de respect mutuel et d'adoration dans ce qu'on fait. Mais on reste quand même sévère envers nous-même, et l'un envers l'autre. C'est souvent un processus long et tendu. Mais j'apprécie beaucoup parce que ça nous donne le meilleur de nous-même. » Un vidéoclip du titre Midnight Serenade est tournée et présentée fin 2011. Le 31 janvier 2012, ils font paraître l'album sur format vinyle.

## Membres
- John Arch − chant
- Jim Matheos − guitare lead, guitare rythmique
- Frank Aresti − guitare lead
- Joey Vera − guitare basse
- Bobby Jarzombek − batterie

## Discographie
- Sympathetic Resonance (2011, Metal Blade Records)[7]